# Nangang
Nangang léase Nan-Káng (en chino:南岗区, pinyin:Nángǎng Qū) es un distrito urbano bajo la administración directa de la Subprovincia de Harbin, capital provincial de Heilongjiang , República Popular China. El distrito yace en una llanura con una altitud promedio de 119 m s. n. m., ubicada en el centro financiero de la ciudad. Su área total es de 60 km² y su población proyectada para 2010 fue de 1 343 857 habitantes.

## Administración
El distrito de Nangang se divide en 20 pueblos que se administran en  18 subdistritos, 1 poblado y 1 villa étnica.
Subdistritos
- Liaoyuan (燎原街道)
- Dacheng (大成街道)
- Songhuajiang  (松花江街道)
- Huayuan (花园街道)
- Quxian (曲线街道)
- Qizheng (七政街道)
- Hexing (和兴路街道)
- Haxi (哈西街道)
- Baojian Road (保健路街道)
- Rongshi (荣市街道)
- Fendou Road (奋斗路街道)
- Lujia (芦家街道)
- Gexin (革新街道)
- Wenhua (文化街道)
- Xianfeng Road (先锋街道)
- Xinchun (新春街道)
- Yuejin (跃进街道)

Poblados
- Wanggang (王岗镇)

Villas
- Villa étnica Hongqi (红旗满族乡)